# Dunántúli-dombság
Dunántúli-dombság är kullar i Ungern. De ligger i den västra delen av landet, 160 km sydväst om huvudstaden Budapest.